# كايكي (لاعب كرة قدم)
كايكي هو لاعب كرة قدم برازيلي في مركز الهجوم، ولد في 12 يوليو 1993 في فارجينها في البرازيل. لعب مع Chiangmai F.C. ‏.

## وصلات خارجية
- كايكي (لاعب كرة قدم) على موقع قاعدة بيانات كرة القدم.إي يو (الإنجليزية)
- كايكي (لاعب كرة قدم) على موقع Soccerway.com (الإنجليزية)
- كايكي (لاعب كرة قدم) على موقع عالم كرة القدم.نت (الإنجليزية)